# مرکز راه‌اندازی فضایی ون‌چانگ
مرکز راه‌اندازی فضایی ون‌چانگ Wenchang (文昌 航天 发射场)])، واقع در ون‌چانگ، هاینان، چین، یک سایت پرتاب موشک است - این یکی از دو سایت پرتاب فضاپیما و ماهوارهٔ ژیچانگ است (سایت دیگر آن در ژیچانگ قرار دارد).
این یک مرکز در گذشته مرکز آزمایش پرواز زیر مداری سابق بوده و امروز چهارمین و جنوبی‌ترین مرکز پرتاب وسایل نقلیه فضایی چین (پایگاه فضایی) است. به دلیل عرض جغرافیایی کم آن، که فقط ۱۹ درجه از شمال خط استوا است، و به همین دلیل این سایت ویژه انتخاب شده باعث افزایش ظرفیت بار اضافی لازم برای راه‌اندازی ایستگاه فضایی آینده چین خواهد شد. این موشک قادر به پرتاب موشک راه‌پیمایی ۵، نیرومندترین موشک چینی است.
برخلاف مراکز فضایی درون سرزمین اصلی؛ که مسیرهای راه‌آهن آنها برای حمل و نقل بوسترهای اصلی پنج متری بسیار باریک است، ون‌چانگ از بندر دریایی خود برای تحویل گرفتن این بوسترها و دیگر واردات خود استفاده می‌کند. نخستین راه‌اندازی‌ها تقویت کننده CZ-5 ازون‌چانگ، در اوایل سال ۲۰۰۸ صورت گرفت.